# 红旗党（列宁主义）
红旗党（列宁主义）（Lal Nishan Party (Leninvadi)）是印度马哈拉施特拉邦的一个共产主义政党。该党成立于1988年，分裂自红旗党。该党批评红旗党亲近印度国民大会党及米哈伊尔·戈尔巴乔夫的经济改革路线。该党长期由Ashok Manohar领导直到他于2003年去世。该党在浦那出版月刊《Leninwadi Lalnishan》。